# لادا ۱۱۰
لادا ۱۱۰ (انگلیسی: Lada 110) یک خودروی سدان کامپکت شهری است که توسط لادا از سال ۱۹۹۷ تا ۲۰۰۹ در مصر و رومانی تولید شده است.این خودرو در کلاس خودروی شهری است.